# Live from Las Vegas
Live from Las Vegas är Britney Spears fjärde DVD och släpptes 22 januari 2002. Den spelades in under turnén Dream Within a Dream i Las Vegas.

## Innehåll
- "Oops!... I Did It Again", 4.21
- "(You Drive Me) Crazy", 3.59
- "Overprotected", 3.35
- Medley: "Born to Make You Happy"/"Lucky"/"Sometimes", 14.59
- "Boys", 3.49
- "Stronger", 3.39
- "I'm Not a Girl, Not Yet a Woman", 4.12
- "I Love Rock 'n' Roll", 2.59
- "What's It's Like to Be Me", 3.29
- "Lonely", 5.00
- "Don't Let Me Be the Last to Know", 4.20
- "Anticipating", 3.40
- "I'm a Slave 4 U", 3.39
- "...Baby One More Time", 3.59

Bonusfeatures:
- "I'm a Slave 4 U" [Musikvideo]
- "Overprotected" [Musikvideo]
- "I'm Not a Girl, Not Yet a Woman" [Musikvideo]
- Crossroads Trailer